# Generalversammlung der Vereinten Nationen

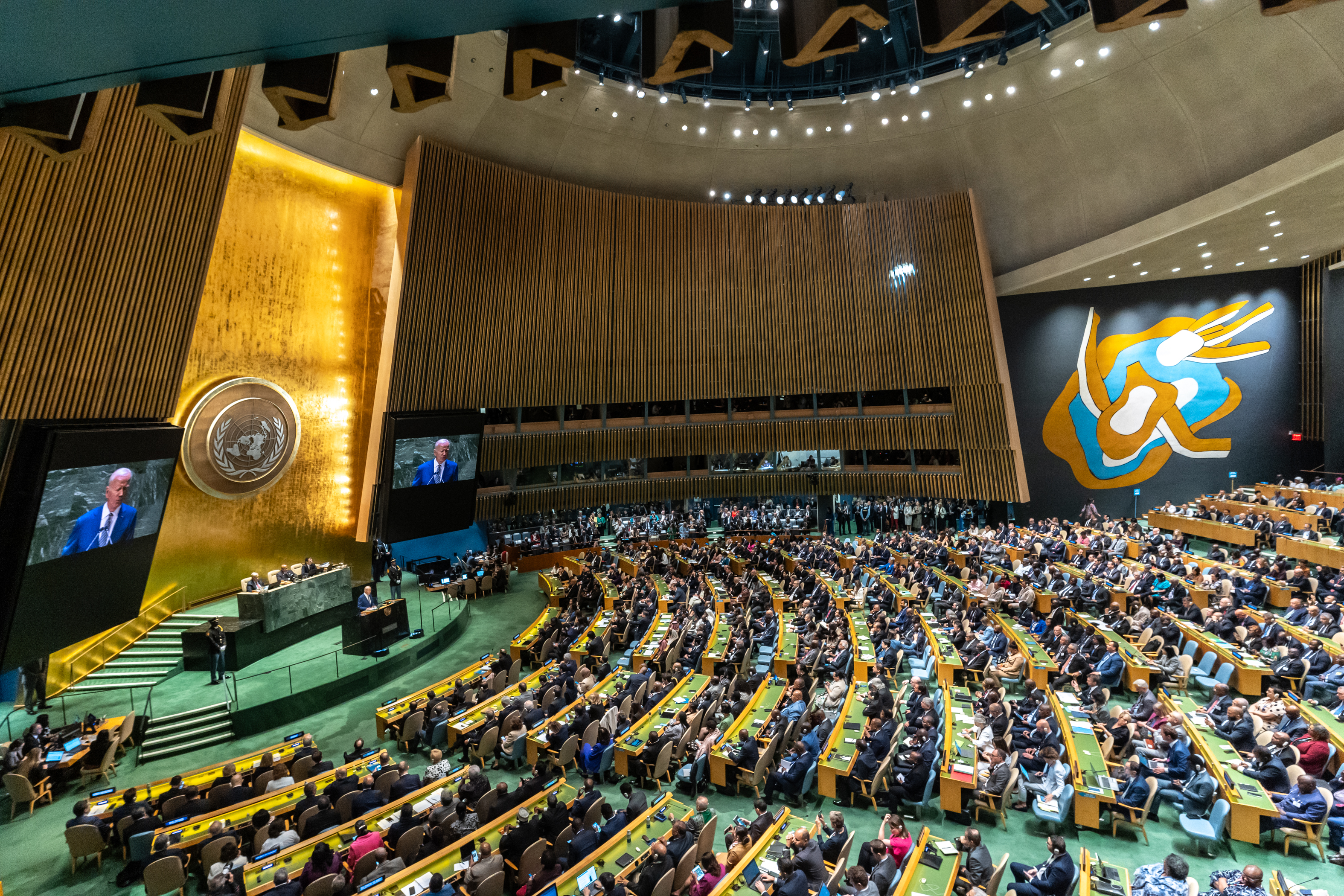
US-Präsident Joe Biden hält eine Rede vor der Generalversammlung (2023). Rechts im Bild ein Wandgemälde von Fernand Léger

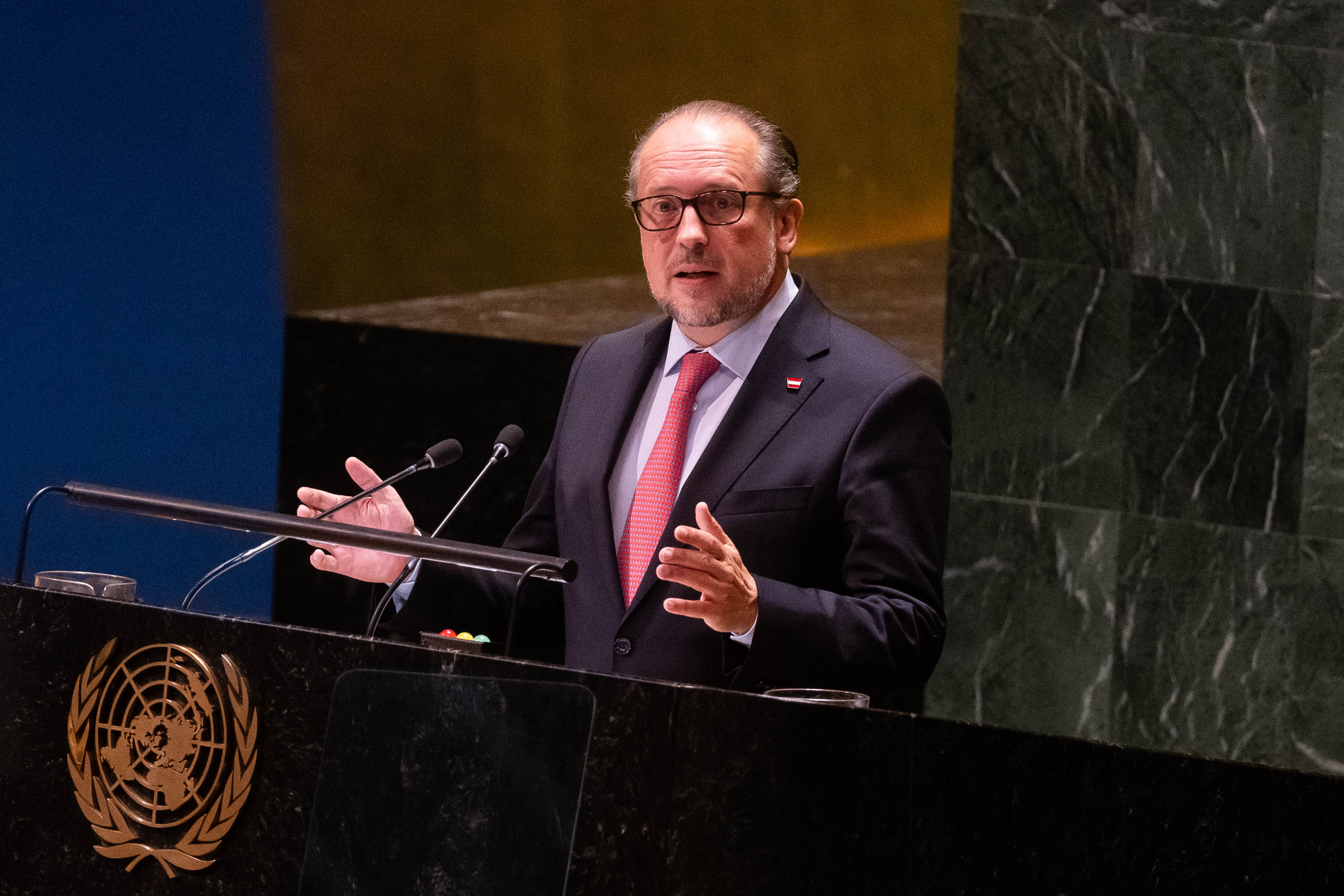
Der österreichische Außenminister Alexander Schallenberg am Rednerpult (2023)

Die Generalversammlung der Vereinten Nationen, kurz UN-Vollversammlung (oder VN-Vollversammlung, englisch United Nations General Assembly – UNGA), ist die Vollversammlung der Mitgliedstaaten der Vereinten Nationen. Sie tritt jährlich im September am UN-Hauptquartier in New York City zusammen. Jeder Mitgliedstaat darf durch bis zu fünf Personen in einer Sitzung vertreten sein. Zum ersten Mal trat die Vollversammlung, damals mit Abgesandten aus 51 Staaten, am 10. Januar 1946 in der Londoner Westminster Central Hall zusammen.
Die Generalversammlung prüft und genehmigt den Haushaltsplan der Vereinten Nationen (Art. 17 I UN-Charta). Zu ihren weiteren Aufgaben gehört die Beratung und die Annahme von empfehlenden Resolutionen. Die Generalversammlung darf sich mit praktisch jeder Frage von internationaler Bedeutung befassen, solange sie nicht gleichzeitig vom UN-Sicherheitsrat behandelt wird (Art. 12 Paragraph 1 UN-Charta).
Im Gegensatz zu den Resolutionen des UN-Sicherheitsrates sind jene der UN-Generalversammlung völkerrechtlich nicht bindend, können jedoch dadurch politisches Gewicht haben, dass sie einen Entschluss einer Mehrheit der Mitgliedstaaten darstellen. Das heißt aber nicht, dass ihre Entscheidungen völkerrechtlich ohne Wirkung bleiben müssen: Die Resolutionen der UNGA können unter bestimmten Voraussetzungen zur Ausbildung von verbindlichem Völkergewohnheitsrecht beitragen. Zudem sind die Beschlüsse der UNGA, die organisationsinterne Angelegenheiten wie Verwaltungs- oder Budgetangelegenheiten (Haushaltsplan) betreffen, für das Sekretariat bindend.
Um die Arbeit zu erleichtern, hat die Generalversammlung Komitees (Ausschüsse) zu verschiedenen Themen eingerichtet, die wiederum Arbeitsgruppen einberufen können.

## Hauptausschüsse
Die Hauptausschüsse der Generalversammlung sind im Einzelnen:

a) Ausschuss für Abrüstung und internationale Sicherheit (Erster Ausschuss)

b) Ausschuss für besondere politische Fragen und Entkolonialisierung (Vierter Ausschuss)

c) Wirtschafts- und Finanzausschuss (Zweiter Ausschuss)

d) Ausschuss für soziale, humanitäre und kulturelle Fragen (Dritter Ausschuss)

e) Verwaltungs- und Haushaltsausschuss (Fünfter Ausschuss)

f) Rechtsausschuss (Sechster Ausschuss)

## Abstimmung
Jeder Mitgliedstaat verfügt in der Generalversammlung entsprechend der souveränen Gleichheit der Staaten über eine Stimme (Art. 18 UN-Charta), das heißt, die Stimme jedes Staates ist gleich viel wert. Auf Kriterien wie Größe, Bevölkerungszahl oder Wirtschaftskraft kommt es nicht an. Die Beschlussfassung erfolgt bei wichtigen Fragen mit einer Mehrheit von zwei Dritteln der anwesenden und abstimmenden Mitglieder. Für dieses Zustimmungsquorum werden nur die Ja- und Nein-Stimmen, nicht jedoch die Enthaltungen gezählt. Folgende Beschlüsse erfordern eine Zweidrittelmehrheit:
- Empfehlungen bezüglich der Aufrechterhaltung des Weltfriedens und der internationalen Sicherheit
- die Wahl der nicht-ständigen Mitglieder des Sicherheitsrates und der anderen Hauptorgane
- die Aufnahme neuer Mitglieder
- die Suspendierung von Rechten eines Staates aus der Mitgliedschaft
- der Ausschluss von Mitgliedern
- Budgetfragen

In anderen Fragen kommt eine Resolution mit einfacher Mehrheit zustande.
Bei den Abstimmungen werden Zustimmungen, Gegenstimmen, Enthaltungen und Nichtabstimmung (meist wegen Abwesenheit) registriert. Teils werden auch nachträgliche Eingaben aufgezeichnet.

## Dringlichkeitssitzungen
Seit dem Beschluss der Resolution 377 (V) – „Vereint für den Frieden“ (Uniting for peace), die durch die Generalversammlung am 3. November 1950 infolge des Koreakriegs angenommen wurde, besteht die Möglichkeit der Einberufung von Dringlichkeitssitzungen innerhalb von 24 Stunden, wenn der UN-Sicherheitsrat nicht willens oder in der Lage ist, einen Beschluss zu fassen bzw. Aktionen zu ergreifen, um den internationalen Frieden und die Stabilität zu bewahren. Letzteres ist üblicherweise dann der Fall, wenn der Sicherheitsrat uneins ist, also durch ein Veto eines oder mehrerer seiner ständigen Mitglieder blockiert wird. Derartige Dringlichkeitssitzungen werden einberufen, wenn mindestens neun – zuvor bis 1965 sieben (geändert durch Resolution 1991 (XVIII) der Generalversammlung über die Vergrößerung des Sicherheitsrates) – Vertreter der im UN-Sicherheitsrat vertretenen Staaten oder eine Mehrheit der UN-Mitgliedsstaaten dies verlangen.
Die per Dringlichkeitssitzung einberufene Vollversammlung kann dann mit Zweidrittelmehrheit der anwesenden und abstimmenden Mitglieder – das erforderliche Zustimmungsquorum ist dabei gleich wie in regulären Sitzungen – Maßnahmen zur Lösung einer Krise empfehlen. Dazu gehören auch militärische Maßnahmen. Allerdings haben Dringlichkeitssitzungen nicht den verbindlichen Charakter von Resolutionen des UN-Sicherheitsrates.
In der Geschichte der Vereinten Nationen kam es bisher zu elf Dringlichkeitssitzungen:
| Dringlichkeitssitzung | Gegenstand | Sitzungsperiode(n) |
| --------------------- | --- | --- |
| Erste                 | Suezkrise | 1. bis 10. November 1956 |
| Zweite                | Ungarischer Volksaufstand                                                                                            | 4. bis 10. November 1956 |
| Dritte                | Libanonkrise | 8. bis 21. August 1958 |
| Vierte                | Kongo-Krise | 17. bis 19. September 1960 |
| Fünfte                | Sechstagekrieg | 17. bis 18. Juni 1967 |
| Sechste               | Sowjetische Intervention in Afghanistan                                                                              | 10. bis 14. Januar 1980 |
| Siebte                | Israelisch-palästinensischer Konflikt                                                                                | 22. bis 29. Juli 1980 20. bis 28. April 1982, 25. bis 26. Juni 1982, 16. bis 19. August 1982, 24. September 1982 |
| Achte                 | Südafrikanische Herrschaft in Namibia                                                                                | 13. bis 14. September 1981 |
| Neunte                | Israelische Besetzung und Annexion der Golanhöhen                                                                    | 29. Januar bis 5. Februar 1982 |
| Zehnte                | Israelisch-palästinensischer Konflikt, Israelisch besetzte Gebiete, Ostjerusalem, Krieg in Israel und Gaza seit 2023 | 24. bis 25. April 1997, 15. Juli 1997, 13. November 1997 17. März 1998 5. bis 9. Februar 1999 18. bis 20. Oktober 2000 20. Dezember 2001 7. Mai 2002, 5. August 2002 19. September 2003, 20. bis 21. Oktober 2003, 8. Dezember 2003 16. bis 20. Juli 2004 17. November 2006, 15. Dezember 2006 15. bis 16. Januar 2009 21. Dezember 2017 13. Juni 2018 26. und 27. Oktober 2023, 31. Oktober bis 2. November 2023, 12. Dezember 2023 |
| Elfte                 | Russischer Überfall auf die Ukraine seit 2022                                                                        | 28. Februar bis 2. März 2022, 23. bis 24. März 2022, 7. April 2022, 10. und 12. Oktober 2022, 14. November 2022 22. bis 23. Februar 2023 |

## Reformvorschlag
Die UN-Generalversammlung ist kein Parlament. Es handelt sich um eine Versammlung von weisungsgebundenen, diplomatischen Beamten der Regierungen der UN-Mitgliedstaaten ohne eine direkte demokratische Legitimation durch Wahlen. Die Bezeichnung der UN-Generalversammlung als „Weltparlament“ ist daher irreführend.
Im Zuge von Reformbestrebungen wurde vorgeschlagen, eine Parlamentarische Versammlung bei den Vereinten Nationen zum Nationensystem hinzuzufügen, das aus Delegierten bestehen könnte. Eine solche könnte als Nebenorgan zur Generalversammlung gemäß Art. 22 UN-Charta oder als Hauptorgan gemäß Artikel 108 derselben eingerichtet werden. Auch denkbar wäre die Einrichtung als Internationale Organisation, die durch eine Kooperationsvereinbarung an die Vereinten Nationen gekoppelt würde.